# Dis-moi qui tuer
Pour plus de détails, voir Fiche technique et Distribution.
Dis-moi qui tuer est un film français réalisé par Étienne Périer, sorti en 1965.

## Synopsis
Sur la Côte d'Azur, une belle aventurière et un étrange touriste allemand se lancent le défi courtois de découvrir un trésor de guerre qui repose au fond d'une baie. Or, Basta, un vieil original qui était le seul à connaître l'emplacement de l'épave, est assassiné. C'est que, Pitou, le jovial tenancier d'une boîte de nuit, est bien décidé à accaparer tout le butin.

## Fiche technique
- Réalisation : Etienne Périer
- Scénario : Maurice Fabre et Didier Goulard, d'après un roman de Henry Lapierre
- Photographie : Henri Raichi
- Producteurs : Pierre Kalfon et Jacques Bar
- Sociétés de production :  Compagnie Internationale de Productions Cinématographiques (CIPRA), Les Films Number One, Trianon Films
- Société de distribution :  Metro-Goldwyn-Mayer (MGM)
- Pays d'origine :  France
- Langue : Français
- Format : Couleur (Eastmancolor) — 35 mm
- Genre : Film dramatique, Thriller
- Dates de sortie :
  -  France : 26 novembre 1965

## Distribution
- Michèle Morgan : Geneviève Monthannet
- Paul Hubschmid : Reiner Dietrich
- Dario Moreno : Pitou
- Rellys : Le Basta
- Jean Yanne : Federucci
- Jean-Roger Caussimon : Kopf
- Alain Decock : Constantin
- Christian Marin : Le marchand de glaces
- Fernand Sardou
- François Leccia : Marc Pestel
- Germaine Montero : Mme Fayard
- Daniel Allier : Machelin
- Yann Arthus-Bertrand : Galland
- Fiona Lewis : Pompon
- Charles Blavette : un poivrot